# RFL Championship 1944-45
El Northern Rugby Football League Wartime Emergency League de 1944-45 fue la 50.º edición del torneo de rugby league más importante de Inglaterra.
El torneo se disputó de manera no oficial, no considerándose el campeón de esta temporada dentro del palmarés del Rugby Football League Championship, el campeonato fue organizado con el fin de mantener el deporte e impulsar la moral del público. 

## Formato
Los equipos se enfrentaron en formato de todos contra todos, los primeros cuatro equipos clasificaron a postemporada.
Los clasificados se definieron por porcentaje de triunfos, debido a que los equipos no disputaron una cantidad única de encuentros.
Se otorgaron 2 puntos por cada victoria, 1 por el empate y 0 por la derrota.

## Desarrollo

### Tabla de posiciones
| Pos. | Equipo              | Encuentros | Encuentros | Encuentros | Encuentros | Puntos | % de triunfos |
| Pos. | Equipo              | PJ         | PG         | PE         | PP         | Puntos | % de triunfos |
| ---- | ------------------- | ---------- | ---------- | ---------- | ---------- | ------ | ------------- |
| 1    | Bradford Northern   | 20         | 17         | 0          | 3          | 34     | 85.00         |
| 2    | Halifax RLFC        | 16         | 13         | 1          | 2          | 27     | 84.38         |
| 3    | Wakefield Trinity   | 23         | 17         | 0          | 6          | 34     | 73.91         |
| 4    | Wigan Warriors      | 24         | 17         | 1          | 6          | 35     | 72.92         |
| 5    | Barrow Raiders      | 23         | 15         | 1          | 7          | 31     | 67.39         |
| 6    | Castleford Tigers   | 23         | 14         | 2          | 7          | 30     | 66.22         |
| 7    | Dewsbury Rams       | 22         | 11         | 1          | 10         | 23     | 52.27         |
| 8    | Batley Bulldogs     | 22         | 10         | 2          | 10         | 22     | 50.00         |
| 9    | Huddersfield Giants | 24         | 8          | 6          | 10         | 22     | 45.83         |
| 10   | Leeds Rhinos        | 23         | 9          | 2          | 12         | 20     | 43.48         |
| 11   | Hunslet FC          | 21         | 7          | 2          | 12         | 16     | 38.10         |
| 12   | Hull FC             | 23         | 8          | 1          | 14         | 17     | 36.96         |
| 13   | Oldham RLFC         | 23         | 8          | 1          | 14         | 17     | 36.96         |
| 14   | Featherstone Rovers | 22         | 8          | 0          | 14         | 16     | 36.36         |
| 15   | Keighley Cougars    | 21         | 7          | 0          | 14         | 14     | 33.33         |
| 16   | St Helens RFC       | 23         | 4          | 1          | 18         | 9      | 19.57         |
| 17   | York FC             | 23         | 4          | 1          | 18         | 9      | 19.57         |

|  | Clasificados a postemporada. |

### Postemporada

#### Semifinal
| 1945 | Bradford Northern | 18 - 15 | Wigan Warriors |  |  |

| 1945 | Halifax RLFC | 17 - 11 | Wakefield Trinity |  |  |

#### Final
| 1945 | Halifax RLFC | 9 - 2 | Bradford Northern | Thrum Hall, Halifax |  |

| 1945 | Bradford Northern | 24 - 11 | Halifax RLFC | Odsal Stadium, Bradford |  |

- Bradford se corona campeón por un global de 26 a 20.

| Bandera de Inglaterra     |
| Campeón Bradford Northern |